# Бакзе
Бакзе (рос. Бакзе) — аул у Азовському німецькому національному районі Омської області Російської Федерації.
Належить до муніципального утворення Цветнопольське сільське поселення. Населення становить 0 осіб.

## Історія
Згідно із законом від 30 липня 2004 року органом місцевого самоврядування є Цветнопольське сільське поселення.

## Населення
| 2002 | 2010 |
| ---- | ---- |
| 20   | ↘0   |